# هيديتو دوي
هيديتو دوي (باليابانية: 土井 秀徒) (29 ديسمبر 1992 في كاناغاوا في اليابان – )؛ هو لاعب كرة قدم سابق كان يلعب كحارس مرمى.

## وصلات خارجية
- هيديتو دوي على موقع رابطة كرة القدم اليابانية للمحترفين (اليابانية)